# Campionato nordamericano maschile di pallavolo 2009
Il XXI campionato nordamericano maschile di pallavolo si è svolto dal 12 al 17 ottobre 2009 a Bayamón, in Porto Rico. Al torneo hanno partecipato 8 squadre nazionali nordamericane e la vittoria finale è andata per la quattordicesima volta a Cuba.

## Gironi
| Girone A                                 | Girone B                          |
| ---------------------------------------- | --------------------------------- |
| Barbados Cuba Porto Rico Rep. Dominicana | Canada Messico Panama Stati Uniti |

## Fase finale

### Finali 1º e 3º posto
|  | Quarti          | Quarti      |                    |                    | Semifinali | Semifinali |  |  | Finale 1º/2º posto | Finale 1º/2º posto |
|  |                 |             |                    |                    |            |            |  |  |                    |                    |
|  |                 |             |                    |                    |            |            |  |  |                    |                    |
|  |                 |             |                    |                    |            |            |  |  |                    |                    |
|  |                 | -           |                    |                    |            |            |  |  |                    |                    |
|  |                 |             |                    |                    |            |            |  |  |                    |                    |
|  |                 | -           |                    |                    |            |            |  |  |                    |                    |
|  | Cuba            | 3           |                    |                    |            |            |  |  |                    |                    |
|  | Cuba            | 3           |                    |                    |            |            |  |  |                    |                    |
|  |                 | Canada      | 0                  |                    |            |            |  |  |                    |                    |
|  | Canada          | Canada      | 0                  | 3                  |            |            |  |  |                    |                    |
|  | Canada          |             |                    | 3                  |            |            |  |  |                    |                    |
|  | Rep. Dominicana | 2           |                    |                    |            |            |  |  |                    |                    |
|  | Rep. Dominicana | 2           | Cuba               | 3                  |            |            |  |  |                    |                    |
|  |                 |             | Cuba               | 3                  |            |            |  |  |                    |                    |
|  |                 | Stati Uniti | 1                  |                    |            |            |  |  |                    |                    |
|  |                 | Stati Uniti | 1                  | -                  |            |            |  |  |                    |                    |
|  |                 |             |                    |                    |            |            |  |  |                    |                    |
|  |                 | -           |                    |                    |            |            |  |  |                    |                    |
|  | Stati Uniti     | 3           | Finale 3º/4º posto | Finale 3º/4º posto |            |            |  |  |                    |                    |
|  | Stati Uniti     | 3           | Finale 3º/4º posto | Finale 3º/4º posto |            |            |  |  |                    |                    |
|  |                 | Porto Rico  | 0                  |                    |            |            |  |  |                    |                    |
|  | Messico         | Porto Rico  | 0                  | 0                  | Canada     | 2          |  |  |                    |                    |
|  | Messico         |             |                    | 0                  | Canada     | 2          |  |  |                    |                    |
|  | Porto Rico      | 3           |                    | Porto Rico         | 3          |            |  |  |                    |                    |
|  | Porto Rico      | 3           |                    |                    | 3          |            |  |  |                    |                    |
|  |                 |             |                    |                    |            |            |  |  |                    |                    |
|  |                 |             |                    |                    |            |            |  |  |                    |                    |

### Finali 5º e 7º posto
|  | Semifinali 5º/8º posto | Semifinali 5º/8º posto | Semifinali 5º/8º posto |                 |         | Finale 5º/6º posto | Finale 5º/6º posto | Finale 5º/6º posto |  |
|  |                        |                        |                        |                 |         |                    |                    |                    |  |
|  | Barbados               | Barbados               | 1                      |                 |         |                    |                    |                    |  |
|  | Barbados               | Barbados               | 1                      |                 |         |                    |                    |                    |  |
|  | Messico                | Messico                | 3                      |                 |         |                    |                    |                    |  |
|  | Messico                | Messico                | 3                      |                 | Messico | Messico            | 3                  |                    |  |
|  |                        |                        |                        |                 | Messico | Messico            | 3                  |                    |  |
|  |                        |                        | Rep. Dominicana        | Rep. Dominicana | 2       |                    |                    |                    |  |
|  | Panama                 | Panama                 | Rep. Dominicana        | Rep. Dominicana | 2       | 0                  |                    |                    |  |
|  | Panama                 | Panama                 |                        |                 |         | 0                  |                    |                    |  |
|  | Rep. Dominicana        | Rep. Dominicana        | 3                      |                 |         | Finale 7º/8º posto | Finale 7º/8º posto | Finale 7º/8º posto |  |
|  | Rep. Dominicana        | Rep. Dominicana        | 3                      |                 |         |                    |                    |                    |  |
|  |                        |                        |                        |                 |         |                    |                    |                    |  |
|  |                        |                        |                        |                 |         | Barbados           | Barbados           | 3                  |  |
|  |                        |                        |                        |                 |         | Barbados           | Barbados           | 3                  |  |
|  |                        |                        |                        |                 |         | Panama             | Panama             | 1                  |  |

## Podio

### Campione
Formazione: 1 León, 4 Leal, 6 Gutiérrez, 7 Camejo, 8 Cepeda, 9 Sánchez, 13 Simón, 14 Herrezuelo, 16 Leyva, 17 Dominico, 18 Díaz, 19 Hernández, CT: Samuels

### Secondo posto
Formazione: 2 Rooney, 3 Patak, 4 Lee, 5 Lambourne, 6 Lotman, 8 Priddy, 9 Millar, 10 Salmon, 12 Hoff, 13 Stanley, 14 Hansen, 16 Hein, 17 Winder, 19 Reft, CT: Knipe

### Terzo posto
Formazione: 1 J. Rivera, 2 Berríos, 4 V. Rivera, 5 Bird, 6 Á. Pérez, 8 Esteves, 9 Rodríguez, 10 I. Pérez, 12 Soto, 13 Matías, 14 Morales, 15 Escalante, 18 Aquino, 19 Papaleo, CT: Cardona

## Classifica finale
| Classifica | Squadre         | Qualificazione           |
| ---------- | --------------- | ------------------------ |
|            | Cuba            | Grand Champions Cup 2009 |
|            | Stati Uniti     |                          |
|            | Porto Rico      |                          |
| 4          | Canada          |                          |
| 5          | Messico         |                          |
| 6          | Rep. Dominicana |                          |
| 7          | Barbados        |                          |
| 8          | Panama          |                          |